# Strada nazionale 22 (Vietnam)
La strada nazionale 22 (in vietnamita Quốc lộ 22, abbreviato QL 22) è una delle principali strade statali del Vietnam. Ha una lunghezza di 59 km e collega Ho Chi Minh al confine con la Cambogia dove incontra la NH1 per Phnom Penh.
La QL22 fa parte della Asian Higway 1 (AH1).